# アカバナルリハコベ
アカバナルリハコベ（赤花瑠璃繁縷、学名: Anagallis arvensis）は、地面近くで成長するサクラソウ科ルリハコベ属の一年生草本。別名ベニバナルリハコベともいう。伝統的にはサクラソウ科に含まれるが、APG III分類ではヤブコウジ科に分類される。
この花は、バロネス・オルツィの小説「邦題：紅はこべ（原題：the Scarlet Pimpernel）」のヒーローであるスカーレット・ピンパーネルのエンブレムとして、とてもよく知られている。

## 分布
全世界の温帯や熱帯に広く分布する。北アフリカ・西アジア・ヨーロッパに自生する。本種は観賞用として人間の手によって世界の広範囲で育てられている。現在、アメリカ、中東、東アジア、インド亜大陸、マレーシア、太平洋諸島、オセアニアおよび南部アフリカなど全世界的に帰化している。
日本では明治期より小笠原諸島にあることが知られていたが、戦後になってからは本州や四国で帰化したものがしばしば見られる。

## 特徴
一年草または二年草。全体に無毛で、茎は斜めに立ち上がり、高さは10 - 30センチメートル (cm) になる。茎には低いひれ状の稜があり、断面は四角形である。葉は無柄で茎を抱くように対生、ときに3片輪生となる。葉身の長さは1.5 - 2 cm、幅0.5 - 1.5 cmで、基部は心形。
花期は春。長さ1.5 - 3 cmの花柄の先に、径1 cmほどの赤朱色の花をつける。花冠はほとんど基部まで深く5裂し、裂片の先はギザギザして短毛が並ぶ。雄蕊は5個あるが、基部は連結して白色の膜となり子房を取り巻く。子房は球形で花柱が1本立つ。萼片は5個で、1脈がある。果実は径4 - 5ミリメートル (mm) の球形である。
青色花の変種はルリハコベ（Lysimachia arvensis var. caerulea）といい、こちらのほうがずっと多い。

## 医療と農業
汎存種外来種として一般的に帰化しており良く思われていない。特に毒性があり、牧草地に生えるのは望まれない。幸いなことに、味が酸っぱくて苦いので、食べ物が無いなどの理由でなければ、家畜は食べるのを避ける傾向にある。犬や馬などに摂取させたところ、胃腸炎が引き起こされた。とり過ぎると死ぬことがあることが判明した。具体的には、葉は兎や家禽への毒性が、種は鳥への毒性が報告されている。
民間療法
当然のことながら、世界的に原産地ほど民間療法の利用は長い。しかしながら、様々な国で潰瘍や外傷の外用薬として利用されている。また、去痰薬、掻痒症、リウマチ、痔、狂犬病、ハンセン病、およびヘビ咬傷の治療薬としても使用されている。古代ギリシャの抗うつ薬として使われ、ヨーロッパの民間療法の様々な精神障害を治療し、ドイツ語名Gauchheil（Gauchは「ばか」＋heilは「癒し」）の語源にも関係している。しかし、一般的に臨床的有効性についての証拠は不十分である。
精油は特徴的なにおいを発し、多くの昆虫に対して殺虫剤・忌避剤として作用する。人間に対して過剰に経口摂取した場合、24時間にも及ぶ深刻な吐き気、頭痛、体の痛みを引き起こした。一部の人々は、葉に触れただけで皮膚炎を発症する。
ハーブとその種子にはサポニンが含まれているため、新鮮な物が溶血性が強い理由を説明できる。他の可能な配糖体として、根にサクラソウ科に多く見られる有毒な成分を含む。